# هیتمن (فیلم ۱۹۹۱)
هیتمن یا مرد قاتل (انگلیسی: The Hitman) یک فیلم سینمایی آمریکایی در ژانر فیلم اکشن محصول سال ۱۹۹۱ میلادی با بازی چاک نوریس. کارگردانی توسط آرون نوریس و توسط دون کارمودی، رابرت جفریون، مایکل بنیر و گالن تامپسون فیلمنامه نوشته شده‌است.

## تولید
در ابتدا اسم فیلم پنجاه و پنجاه نام داشت و قرار بود توسط چارلز مارتین اسمیت کارگردانی شود.

## انتقادها
این فیلم همراه با موفقیت در گیشه بود، اما نقدهای متنوعی از سوی منتقدان داشت.